# Candice Pascoal
Candice Pascoal (Bahia, 15 de janeiro de 1979). Formada em administração e comércio exterior pela Universidade Salvador, atualmente é reconhecida como uma das 10 brasileiras mais inovadoras na área de tecnologia. Ela se especializou no segmento de financiamento coletivo (crowdfunding).
Fundadora e CEO da Kickante, site de financiamento coletivo brasileiro. Candice foi a única brasileira ganhadora do prêmio Cartier Women’s Initiative Awards 2017. A premiação é considerada uma das mais importantes iniciativas do empreendedorismo feminino do mundo. Em março de 2018, Candice foi destaque na CNN en Español.
Atualmente é reconhecida como uma das 10 brasileiras mais inovadoras na área de tecnologia. Foi também nomeada pela revista ProXXIma como uma das 50 profissionais mais inovadoras da área de marketing e comunicação do país. O renomado meio de comunicação Forbes, nos Estados Unidos, é um dos muitos meios de comunicação que constantemente relatam o impacto que a brasileira causa ao redor do mundo. 
A empreendedora lançou em 2017 seu primeiro livro, "Seu Sonho Tem Futuro"  Nele, ela dá dicas para tirar os projetos do papel em 6 meses. Candice buscou em seu próprio site financiamento para publicação de seu livro, e, em campanha inédita no mundo, via Facebook, ofereceu um prêmio de R$ 35 mil reais para um leitor.

## Biografia
Fluente em quatro idiomas, Candice Pascoal é brasileira e vive há 15 anos no exterior (Estados Unidos e Holanda) onde realizou projetos importantes. Candice Pascoal se especializou no segmento de arrecadação de fundos, onde esteve à frente de importantes projetos de captação de recursos para ONGs na Europa, Ásia e Américas, como: Médicos sem Fronteiras, Cruz Vermelha, WWF, Anistia Internacional, entre outras.
Candice faz trabalho humanitário com crianças refugiadas na Holanda, onde vive com sua família e viaja o mundo fotografando, um dos seus maiores hobbies. 

### Kickante
Candice Pascoal é fundadora e CEO da Kickante, uma plataforma de crowdfunding brasileira lançada em outubro de 2013.
Por meio de sua empresa, já foram distribuídos R$ 57 milhões para mais de 72 mil pessoas no Brasil. Foi na Kickante que a campanha da atleta Maurren Maggi, campeã olímpica, conseguiu patrocínio para voltar a treinar e participar das Olimpíadas de 2016.
A plataforma se manteve responsável pela maior arrecadação em crowdfunding no Brasil ao captar R$ 1 milhão com a campanha Santuário Animal, até ser superado pelo projeto Brinde do Bem, Da Heineken, realizado na plataforma Abacashi, em 2020, que alcançou quase R$ 20 milhões em movimentações financeiras.
Veja algumas outras campanhas de sucesso:
- Gotas no Oceano | Construindo um mundo melhor[14]: R$448.893,00
- Fixando Raízes WimBelemDon![15]: R$ 402.360,00
- Calendário Médicos Sem Fronteiras - 2017[16]: R$267.330,90
- Dá Pé - Vamos Reflorestar o Brasil![17]: R$400.513,00
- Caçadores da Galáxia[18]: R$218.988,00